# Пресове з'єднання
Пре́сове з'є́днання (поса́дка з на́тягом) — з'єднання деталей за допомогою посадок із гарантованим натягом. Ці з'єднання займають деяке проміжне положення між роз'ємними та нероз'ємними з'єднаннями. При невеликих натягах пресові з'єднання допускають неодноразове складання та розбирання без пошкодження деталей, але при цьому дещо зменшується тримкість з'єднання. При великих натягах під час розбирання з'єднань можливі значні пошкодження, а деколи і руйнування деталей з'єднання. Особливістю пресових з'єднань є те, що вони здійснюються без додаткових деталей.
Зазвичай з'єднують деталі з циліндричними або конічними поверхнями, також ці поверхні можуть бути еліптичними, призматичними та ін. Для отримання нерухомого з'єднання необхідний натяг (позитивна різниця діаметрів валу і отвору).

Схема розміщення полів допусків у системі отвору для пресових посадок.
Прим. Обведено поля допусків, яким віддається перевага

## Застосування
Пресові з'єднання такого типу застосовують для з'єднання 
- бандажа з колесом та колеса з віссю колісної пари залізничного вагону;
- зубчастих коліс із валами;
- при закріпленні підшипників на валах тощо.

Для пресових з'єднань деталей рекомендують такі посадки: H7/p6; H7/r6; H7/s6 у системі отвору та N7/h6; P7/h6 у системі вала.
У пресовому з'єднанні по конічних поверхнях потрібний натяг створюється, наприклад, відповідною затяжкою гайки на валу.

## Переваги
Простота та технологічність такого з'єднання забезпечують йому низьку вартість і можливість використання в масовому виробництві. Висока точність центрування деталей і рівномірний розподіл навантаження на всю посадочну поверхню дає змогу застосовувати пресове з'єднання для скріплення деталей у сучасних високошвидкісних машинах.

## Недоліки
Суттєвим недоліком пресового з'єднання є залежність його тримкості від низки факторів, що важко піддаються врахуванню: широкого розсіювання значень коефіцієнта тертя та натягу, впливу робочих температур на міцність з'єднання та ін. До недоліків з'єднання належать також наявність високих напружень в деталях при запресовуванні їх та зменшення опору руйнуванню від втоми внаслідок концентрації напружень біля країв отворів.

## Складання пресових з'єднань
Складання пресових з'єднань здійснюється двома способами: 
- запресовуванням (напресовуванням) деталей;
- нагріванням охоплюючої або охолодженням охоплюваної деталі.

## Розрахунок з'єднання
Значення натягу і відповідно вид посадки з'єднання з натягом визначаються в залежності від необхідного тиску на посадочній поверхні з'єднуваних деталей. Тиск p повинен бути таким, щоб сили тертя, що виникають між сполученими деталями по посадочній поверхні, здатні були протидіяти без проковзування зовнішнім силам, що діють на ці деталі.
Для забезпечення взаємної нерухомості деталей з'єднання при навантаженні осьовою силою F повинна виконуватися умова
{\displaystyle F\leq f\pi dlp,}
звідки
{\displaystyle p\geq {\frac {F}{f\pi dl}},}
де f — коефіцієнт тертя;
d та l — діаметр та довжина посадочної поверхні.
При навантаженні з'єднання осьовою силою F і крутним моментом M:
{\displaystyle p\geq {\frac {\sqrt {F^{2}+\left({\frac {2M}{d}}\right)^{2}}}{f\pi dl}},}
По отриманому значенню p визначається розрахунковий натяг з'єднання